# Corrado Szák
Corrado Szák, (in ungherese Szák nembeli (I.) Konrád (... – dopo il 1269), fu un nobile ungherese vissuto nel XIII secolo che fu ispán del comitato di Giavarino dal 1264 al 1267.

## Biografia
Corrado (I) discendeva dalla famiglia degli Szák ed era l'unico figlio di cui si ha conoscenza di un certo Albeus. I parenti possedevano dei feudi nel Transdanubio Centrale, principalmente nei comitati di Tolna e di Komárom, perlopiu dislocati intorni all'omonimo insediamento Szák. Corrado ebbe due figli, Giovanni (I) e Corrado (II). La nobile famiglia dei Várongi, estintasi nel primo terzo del XV secolo, discendeva da Giovanni.
Corrado viene menzionato per la prima volta in un documento reale di re Béla IV d'Ungheria del maggio 1240, quando già ricopriva il ruolo di mastro coppiere della regina. Lo scritto riferisce che quando la regina Maria Lascaris di Nicea diede alla luce Stefano, il primogenito della coppia reale, intorno all'ottobre del 1239, Corrado si recò di corsa alla corte reale per informare Béla IV della nascita del figlio. Allo scopo di ricompensarlo, il sovrano donò a Corrado il possesso di Podár, un insediamento situato nel comitato di Vesprimia (oggi una frazione poco popolata situata nei pressi di Dáka). Il territorio fu separato dalla signoria reale di Sopron. Un suo parente, Herrand Szák (figlio di Nicola Szák), morì senza avere discendenti maschi prima del 1250, motivo per cui i suoi possedimenti passarono alla corona. Béla IV concesse tre dei suoi precedenti possedimenti – Terjén, Gyalán e Várong – a Corrado nell'aprile del 1250, con il consenso della regina Maria. La storiografia meno recente ha sostenuto erroneamente che Corrado Szák rivestì la carico di gran dapifero a corte nel 1253. L'incomprensione si è dovuta al fatto che a ricoprire in quell'anno tale dignità fu in realtà un suo omonimo, Corrado Győr.
Funse da ispán del comitato di Giavarino tra il 1264 circa e il 1267. Il suo parente Posa Szák lasciò in eredità a Corrado il suo feudo a Bere (la moderna Márkó), nel comitato di Vesprimia, nel 1269.